# 金玉基
金玉基（1890年—1970年9月23日），朝鮮高宗的寵姬。

金玉基是曾为两班的金顺玉的二子二女中的长女。8岁时作为内人入宫。金玉基是宮女出身，在高宗晚年頗為得寵，但她一直未能替高宗生育子女，所以始終只是承恩尚宮（又稱「特別尚宮」）但她的確是純獻皇貴妃嚴氏過世之後高宗最寵愛的女人，純宗繼位後，由於金玉基是父親生前最寵愛的後宮，為了表示對父親的敬意,特別頒下三祝堂的堂號給她，但並未追封任何後宮嬪妃位號。
可能由於身分低的關係（不管多麼受寵，承恩尚宮無論如何都不是正式嬪妃），金玉基在高宗與純宗實錄均未有任何記載，但高宗晚年身邊有這位承恩尚宮應是肯定的。